# Ruiter Engineering
Ruiter Engineering war ein niederländischer Hersteller von Automobilen in Zaandam.

## Unternehmensgeschichte
Das Unternehmen begann 1992 mit der Produktion von Automobilen. 1993 endete die Produktion.

## Fahrzeuge
Das einzige Modell Ap war ein Nachbau des Lotus Seven. Für den Antrieb sorgte normalerweise ein V8-Motor von Rover mit 170 PS Leistung. Alternativ standen Motoren von Cosworth mit 200 PS oder Chevrolet mit 350 PS zur Wahl. Die Karosserie bestand aus Aluminium und Kunststoff.